# 1656 en France
Chronologie de la France
- 1652
- 1653
- 1654
- 1655
- 1656
- 1657
- 1658
- 1659
- 1660

Cette page concerne l’année 1656 du calendrier grégorien.

## Événements

### Janvier
- 2 janvier : sur le conseil du pape, Retz désigne comme vicaire général le curé de Saint-Leu-Saint-Gilles, André du Saussay, préconisé depuis 1649 comme évêque de Toul et tout dévoué à Mazarin. Il accompagne son mandement de trois lettres, adressées à Louis XIV, à la reine Anne d’Autriche et à ses suffragants. Mazarin les lui renvoie sans les avoir ouvertes[1].
- 3 janvier : mort de Mathieu Molé, chancelier de France. Le lendemain Pierre Séguier, conseiller au Parlement de Paris, reprend les Sceaux et les garde jusqu’à sa mort le 28 janvier 1672[2].
- 14 janvier : la Sorbonne vote la censure du Grand Arnauld sur la question de fait[3]. La faculté de théologie dégrade le Grand Arnauld. Fait sans précédent, il est rayé de la liste des docteurs.
- 27 janvier : parution de la première des Lettres écrites à un provincial à un de ses amis, sur le sujet des disputes présentes de la Sorbonne de Pascal, datée du 23 janvier[3] (fin le 24 mars 1657)[4].
- 29 janvier : la Sorbonne condamne une nouvelle fois Arnauld sur la question de droit[3]
- 31 janvier : conclusion de la censure du Grand Arnauld ; il est exclu de la Sorbonne s’il ne se rétracte pas avant le 15 février[4].

### Février
- Début février : Mazarin envoie à Blois Alphonse Mancini, son neveu de dix ans, cornaqué par le duc de Damville, premier écuyer de Gaston. La paix de Gaston d’Orléans avec la cour est faite[5].
- 3 février : Henriette-Marie, veuve de Guillaume de Nassau, prince d’Orange, arrive à la cour[6].
- 5 février : publication de la Seconde lettre écrite à un provincial de Pascal datée du 29 janvier[4]. Dispute entre un jésuite et un janséniste à propos de la grâce suffisante.
- 12 février : publication de la Troisième lettre écrite à un provincial de Pascal datée du 9 février[4]. Elle dénonce l’injustice commise envers Arnault par la Sorbonne[7].
- 25 février : Pascal écrit la Quatrième lettre écrite à un provincial. La partie étant désormais perdue pour Arnauld en Sorbonne, Pascal passe à la contre-attaque et s’en prend à la morale des jésuites[7].
- 28 février : Retz demande une troisième fois au vicaire général du Saussay de prêter en son nom serment de fidélité au roi[8]. Le 1er mai, bien que Du Saussay n’en ait rien fait, Retz rédige le texte dudit serment qu’il fait placarder le 8 juillet sur les murs de Paris[9].

### Mars
- 19 mars : le surintendant Nicolas Fouquet acquiert la terre de Largouët[10] ; la même année, avec l’accord de Mazarin, il achète la charge de capitaine gouverneur de Concarneau avec deux vaisseaux de guerre en construction, Le Grand Chalain et L’Écureuil, qui seront revendus à la marine royale[11].
- 20 mars : dispersion des élèves des Petites écoles de Port-Royal des Champs[12].
- 24 mars : miracle de la sainte épine à Port-Royal. Guérison de Marguerite Périer, nièce de Pascal, après avoir touché le reliquaire de la Sainte Épine[13].
- 28 mars :
  - publication de la Cinquième lettre écrite à un provincial de Pascal datée du 20 mars[13].
  - le roi interdit à ses sujets d’entretenir le moindre rapport avec Retz[14].
- Claude Bouchu devient intendant de Bourgogne (fin en 1683)[15].

### Avril
- 10 avril : Sixième lettre écrite à un provincial de Pascal[16].
- 25 avril : Septième lettre écrite à un provincial de Blaise Pascal[16].
- 27 avril : « édit du roi portant établissement de l’Hôpital général pour le renfermement des pauvres mendiants de la ville de Paris »[17]. Un édit de juin 1662, étend cette mesure à toutes les villes et faubourgs du royaume[18].

### Mai

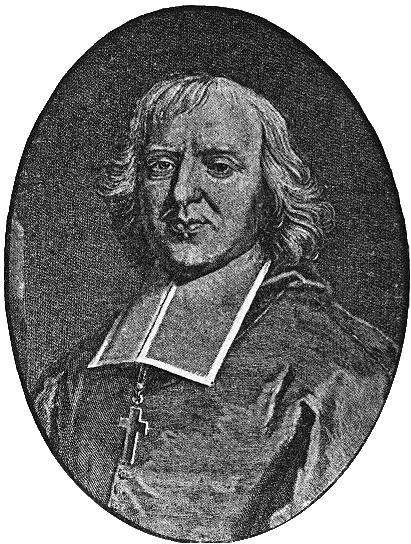
Bossuet

- 7 mai : Bossuet prononce le Premier Sermon sur la Providence, en la sainte Chapelle de Dijon, devant le duc d’Épernon[19].
- 15 mai : Du Saussay ayant administré le diocèse de Paris en collaboration avec l’évêque de Coutances Claude Auvry (trésorier de la Sainte-Chapelle, héros du Lutrin de Boileau), ami de Mazarin, est révoqué par une lettre Retz[8]. Le 25 mai, Chevalier et Lavocat sont rétablis dans leurs fonctions de vicaires généraux. Le texte de Retz est affiché dans Paris[20]. La cour de France s’indigne. À Castel Gandolfo, le pape désavoue Retz.
- 25 mai : ascension de Fouquet ; il reçoit toute la cour à Saint-Mandé[21].
- 28 mai : Huitième lettre écrite à un provincial de Pascal[16].
- 31 mai : naissance à Rocroi d’une première fille de Mme Deshoulières, Antoine-Thérèse, dite plus tard mademoiselle Deshoulières, le seul de ses enfants appelé à lui survivre[22].

### Juin
- 1er juin : le roi donne les pleins pouvoirs à Hugues de Lionne pour entamer des pourparlers de paix secrets à Madrid avec don Luis de Haro. Elle n’aboutissent pas et Lionne quitte Madrid en septembre[23].
- 10 juin : Retz retourne à San Casciano pour fuir la peste qui arrive de Naples[8].
- 12 juin : une émeute antifiscale éclate à Etaples à propos d’un dépôt de sel soupçonné d’être une officine des gabelles. Le 14 juin, deux receveurs des traites de passage à Boulogne, accusés de vouloir instaurer la gabelle, sont assaillis par les habitants[24].
- 15 juin : début du siège de Valenciennes, levé le 16 juillet de la même année[25].
- Mi-juin : la huitième provinciale est mise en circulation. La compagnie de Jésus publie la première réponses aux Lettres que les jansénistes publient contre les jésuites. Pascal répond par la Lettre écrite à une personne de condition, sur le sujet de celles que les jansénistes publient contre les jésuites[13].
- 19 juin : l’Assemblée du clergé de France, réunie à Paris, reçoit de Retz une lettre datée du 8 mai, portée par l’abbé Dorat, qui se présente sous le faux nom d’abbé de Saint-Jean. Retz y justifie la révocation de Du Saussay et rappelle les atteintes perpétrées par le gouvernement royal contre sa dignité d’archevêque. Le cardinal Dorat disparait pour éviter d'être arrêté, mais parvient à transmettre la lettre à l’assemblée le 7 juillet. L’assemblée la transmet au roi sans l’ouvrir[26].
- 27 juin : le duc de Mercœur met le siège devant Valence en Italie. Son gouverneur, don Agostino Signado ne capitule que 16 septembre, après une vigoureuse résistance[27].
- 28 juin : Fouquet se fait adjuger fiefs, terres, seigneurie et marquisat d’Assérac pour 126 000 livres[28].

### Juillet
- 2 juillet :
  - lettre du roi à l’Assemblée du clergé[29]. Stigmatisant l’attitude de Retz, Louis XIV déclare qu’il considérera toute tentative en faveur du cardinal comme une offense personnelle.
  - Chevalier, grand vicaire de Retz, est enfermé à la Bastille par Le Tellier et Séguier ; il est libéré le 2 octobre, le jour où Hodencq est reconnu vicaire général par la Cour[30].
- 3 juillet : Neuvième lettre écrite à un provincial de Pascal, mise en circulation le 9 juillet[13].
- 8 juillet : le serment de fidélité au roi du cardinal de Retz est affichée dans Paris[31],[30].
- 9 juillet : l’Assemblée du clergé blâme la révocation de Du Saussay et les curés de Paris promettent de ne pas reconnaître les grands vicaires de Retz. Ce dernier n’a plus de partisans parmi les ecclésiastiques français[8].
- Nuit du 15 au 16 juillet : l’armée espagnole de don Juan d’Autriche et de Condé se porte au secours de au Valenciennes assiégée par les Français. Le maréchal de La Ferté, fort bien défendu par Gadagne, lieutenant général est fait prisonnier à la tête de ses gendarmes, lors d’une attaque de Marchin[32].
- 16 juillet : Turenne lève le siège de Valenciennes[33].
- 18 juillet : déclaration royale prévoyant l’envoi de commissaires en province pour une application rigoureuse de l’édit de Nantes (appliqué en 1661)[34]. Le roi revient, sous la pression du clergé, à la politique de son père.
- 21 juillet : le pape, par l’intermédiaire de Giacomo Rospigliosi, secrétaire d’État, ordonne à Retz d’annuler sa révocation et de réinstaller Du Saussay comme vicaire général du diocèse de Paris. Retz répond le 23 juillet pour justifier la révocation[8]. Retz décide de quitter l’Italie. Il part à la fin du mois, accompagné seulement de cinq personnes, dont son secrétaire Guy Joly. Après avoir traversé la Toscane, le Milanais, le Valais, il gagne la Franche-Comté, où il se tient caché, aux environs de Besançon, à la fin du mois d’août[35].
- 29 juillet : Christine de Suède entre dans le port de Marseille, à la suite de son abdication en 1654 et avoir traversé le Danemark, Hambourg, Münster, la Hollande, séjourné à Anvers, Bruxelles, puis à Rome. Le duc de Guise, envoyé à sa rencontre, la rejoint à Lyon où elle entre le 14 août[36],[37].
- Juillet 1656-septembre 1657 : Bossuet est à Paris où il siège à la Faculté de théologie (août, 1er et 8 septembre, 2 octobre, 4 novembre, 2 décembre, 2 janvier 1657, 1er février 1657, avril, 1er juin 1657, 1er septembre 1657)[38].

### Août
- Lettre écrite à une personne de condition sur la conformité des reproches et des calomnies que les jansénistes publient contre les pères de la Compagnie de Jésus, avec celles que le ministre Du Moulin a publiées devant eux contre l'Église romaine, dans son livre Des traditions de Pascal ; Réponse aux Lettres que les jansénistes publient contre les jésuites du P. Nouet (les six premières « Impostures »)[13].
- 2 août :
  - Dixième lettre écrite à un provincial de Pascal[16].
  - signature ne varietur sur les plans de Louis Le Vau du marché du château de Vaux-le-Vicomte ; la construction commence en octobre[39]. Villedo (auparavant, l’un des entrepreneurs de l’île Saint-Louis et du Marais où il habite) est l’entrepreneur. L’architecte et l’entrepreneur font souvent équipe (Hôtel d’Aumont, de Lionne, etc.). Villedo est par ailleurs général des bâtiments du Roi. La construction est traitée à forfait : 600 000 livres.
- 5 - 7 août : séjour de Gaston d’Orléans à La Fère en Picardie. Il achève sa réconciliation avec la cour[40].
- 18 août : 
  - Onzième lettre écrite par l’auteur des Lettres au provincial aux révérends pères jésuites de Pascal[4].
  - reprise de Condé par les Espagnols[33].
- 19 août : le secrétaire d’État du pape Rospigliosi écrit à Retz pour lui interdire de quitter l’Italie. Mais le fugitif est déjà parti et à la fin du mois d’août, il arrive à Besançon[35]. Il a traversé la Toscane, sans être reçu par le grand-duc, et le duché de Milan, où le gouverneur espagnol, Fuensaldaña, a cherché sans succès à le faire passer dans son camp.

### Septembre
- 1er - 2 septembre : à l’exception de trois évêques, l’Assemblée du clergé fait sien le jugement d’Innocent X concernant les cinq propositions et demande au nouveau pape son opinion[41].
- 5 septembre : dans une lettre de Madame de La Fayette à Ménage, on lit pour la première fois sous sa plume le nom de La Rochefoucauld[42].

- 8 septembre :

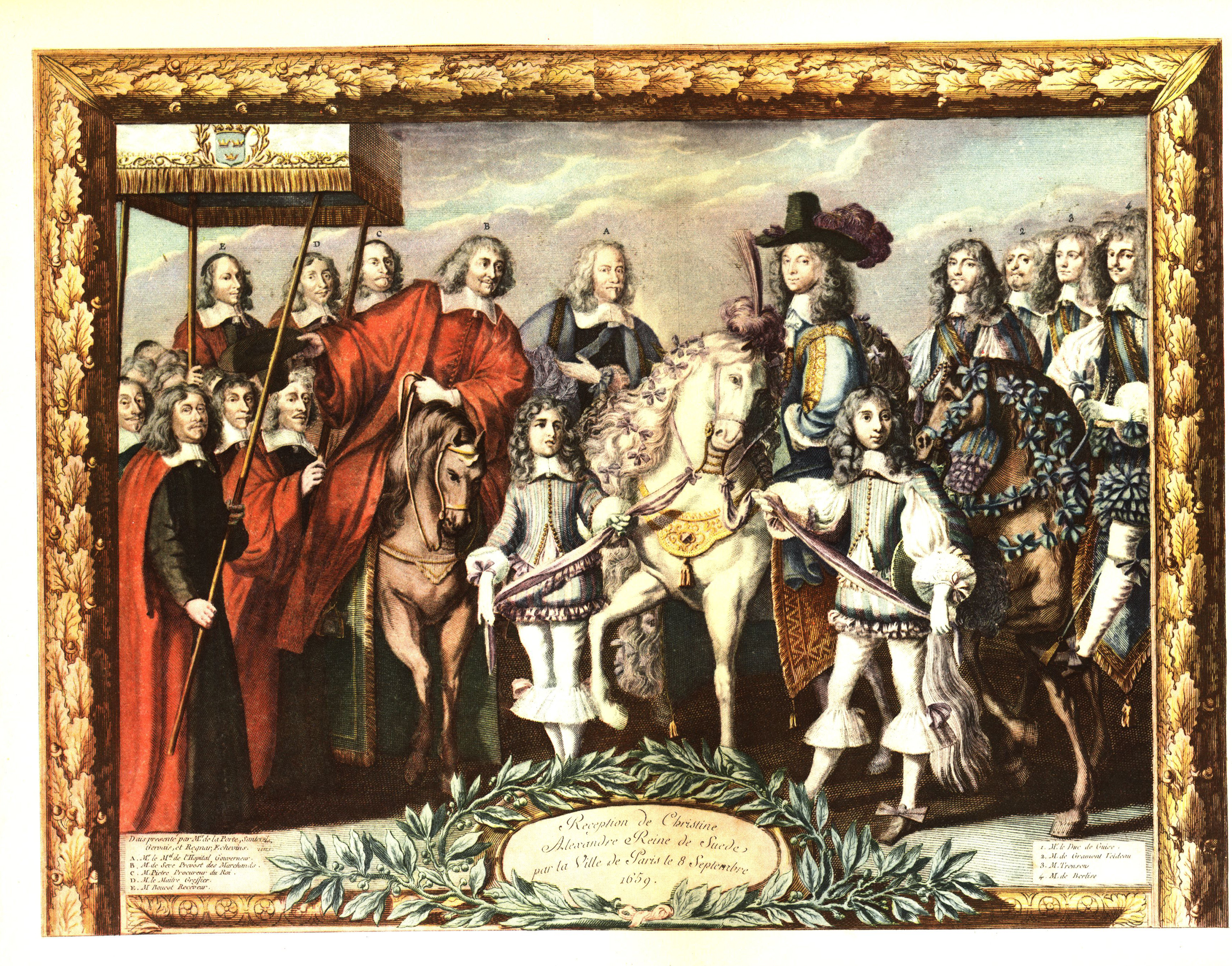
Réception de la reine de Suède à Paris, gravure contemporaine d’un artiste inconnu.

  - la reine de Suède fait son entrée à Paris, par la porte Saint-Antoine[37].
  - Bossuet prêche à Paris, chez les Filles de la Providence, sur la Nativité de la Vierge[43].
- 9 septembre : Douzième lettre écrite à un provincial de Pascal[16].
- 15 septembre : Christine de Suède quitte Paris pour Chantilly où Mazarin l’attend, puis Compiègne où elle est reçue officiellement par la cour le lendemain. Elle quitte Compiègne le 23 septembre pour  l’Italie[44].
- 16 septembre :
  - une lettre de l’évêque du Mans apprend à Mazarin la présence de Retz près de Besançon[35]. On croit qu’il va rentrer en France et on se dispose à l’arrêter.
  - le duc de Mercœur prend Valence en Italie. Le gouverneur, don Agostino Signado capitule après un vigoureuse résistance[27].
- 25 septembre : une lettre du cardinal de Retz à l’Assemblée du clergé, imprimée clandestinement, arrive à Paris. Elle menace de jeter l’interdit sur le diocèse si ses droits spirituels et temporels d’archevêque ne lui sont pas rendus[45]. Le 2 octobre, inquiet, le gouvernement royal libère Chevalier, interné à la Bastille, et autorise Hodencq à reprendre ses fonctions[30].
- 26 septembre : le gouvernement prie le pape de lancer un bref contre Retz, adressé au roi, ou à l’Assemblée du clergé, attestant que le cardinal avait quitté Rome sans son autorisation[35].
- 27 septembre : Turenne prend La Capelle (au nord-est de Guise)[33].
- 28 septembre :
  - le gouvernement ordonne à l’Assemblée du clergé de condamner Retz[35].
  - Fouquet reçoit fastueusement Christine de Suède à Melun[46].
- 30 septembre : Treizième lettre écrite à un provincial de Pascal[16].

### Octobre
- 16 octobre :
  - Alexandre VII, par la bulle Ad sacram Beati Petri Sedem, réaffirme la présence dans l'Augustinus, des cinq propositions condamnées[41].
  - un arrêt du Conseil ordonne d’arrêter Retz si on le rencontre et de le rendre au pape pour être jugé[1].
- 22 octobre : sentence d’approbation du miracle de la Sainte-Épine par Hodencq, vicaire général de l’archevêché de Paris[47].
- 23 octobre : Quatorzième lettre écrite à un provincial de Pascal[16].
- 31 octobre : une lettre mystérieuse signée de Retz arrive à Paris ; elle nomme vicaire général le chanoine de Contes, doyen du chapitre, à la place de Chevalier[1]. Après quoi, Retz ne donne plus signe de vie et on perd presque entièrement sa trace pendant des mois. De novembre au printemps 1657, il voyage sous de faux noms. Il passe une grande partie de l’hiver à Constance. Puis par Ulm, Augsbourg et Francfort, il gagne la Hollande, où il séjourne dans diverses villes[48].

### Novembre
- 4 novembre : Bossuet donne le Panégyrique de saint Charles Borromée, à Paris, à Saint-Jacques-de-la-Boucherie (?)[49].
- 25 novembre :
  - Quinzième lettre écrite à un provincial de Pascal[16].
  - Bossuet donne le Panégyrique de sainte Catherine à Paris (?)[49].
- Le procureur général Fouquet requiert contre Arnauld et les jansénistes[50].
  - Response à la Quatorzieme Lettre des Jansenistes et Seconde partie des Impostures du Père Nouet[4].
- Novembre - décembre : séjour de Pascal à Port-Royal des Champs auprès des Solitaires[7].

### Décembre
- 4 décembre : Seizième lettre écrite à un provincial de Pascal[16].
- 8 décembre : arrestation du conseiller Claude Vallée de Chenailles, neveu de Hervart, qui a voulu remettre la place de Saint-Quentin (en gagnant son capitaine) à Condé. Le procureur Fouquet requiert la mort contre lui pour crime de lèse-majesté. Il n’obtient pas la peine requise et le 9 avril 1657, Chenailles est condamné au bannissement à perpétuité et ses biens confisqués[51].
- 23 décembre : 
  - interdiction de publier sans nom d’auteur ni privilège[52].
  - édit concernant le droit de marc d’or augmenté de moitié, et les seuls officiers de la Grande Chancellerie exempts dudit droit[53] ; le marc d’or est une taxe sur les offices instauré en 1678 pour subvenir aux besoins de l’Ordre du Saint-Esprit.
- 29 décembre : mort de Madame Mancini, sœur du cardinal Mazarin. Le roi, qui a visité la malade dans ses appartements du Louvre, commence une liaison avec sa fille Marie Mancini[54].